# Kwazá
El kwazá o koaiá (també koaya, coaia i quaiá) és una llengua indígena del Brasil parlada en l'estat de Rondônia per unes 25 persones el 2000, pertanyents a només dos clans familiars del poble kwazá. El kwazá és una llengua no classificada. Té similituds gramaticals amb les veïnes aikanã i kanoê, però encara no és clar si això es deu a una relació genealògica o al contacte.
Poc se sap sobre la gent i la llengua kwazá a causa de les fonts històriques mínimes disponibles; si s'esmenta en documents fiables, sol fer referència als seus veïns. El que se sap és que el poble kwazá era en un moment donat una nació d’uns pocs milers de persones, que es podia subdividir en diversos grups.
La llengua kwaza està amenaçada d'extinció. El 2004 era parlada diàriament per només 54 persones que vivien al sud de l'estat de Rondònia, Brasil. D’aquests 54, més de la meitat eren nens i la meitat eren trilingües, parlant kwazá, aikanã i portuguès, i alguns eren bilingües, també parlaven portuguès. Viuen al sud de la llar original dels kwazá, a la terra indígena Tubarão-Latundê.

## Classificació
Van der Voort (2005) observa similituds entre kwazá, kanoê, i aikanã, però creu que les proves no són prou sòlides com per enllaçar definitivament les tres llengües com a part de una sola família lingüística. Per tant, el kwazá es considera millor una llengua aïllada.
Una anàlisi computacional automatitzada (ASJP 4) per Müller et al. (2013) també va trobar semblances lèxiques entre kwazá i aikanã. No obstant això, atès que l'anàlisi es va generar automàticament, l'agrupació es podria deure a un préstec lèxic mutu o a una herència genètica.

## Fonologia

### Vocals
L'inventari vocàlic ve donat per:
|            | Anterior    | Central | Posterior |
| ---------- | ----------- | ------- | --------- |
| Tancada    | i /i/       | y /ɨ/   | u /u/     |
| Tancada    | e /e/       |         |           |
| Semioberta | ɛ /ɛ/ œ /œ/ |         | o /ɔ/     |
| Oberta     |             | a /a/   |           |
Totes les vocals, excepte <œ>, poden aparèixer com a nasalitzades.

### Consonants
L'inventari consonàntic ve donat per:
|            |            | Labial | Lamino- alveol. | Apico- alveol. | Palatal | Velar | Glotal |
| ---------- | ---------- | ------ | --------------- | -------------- | ------- | ----- | ------ |
| Oclusiva   | Sorda      | p /p/  | t /t/           | c /c/          |         | k /k/ | ? /ʔ/  |
| Oclusiva   | Implosiva  | b /ɓ/  |                 | d /ɗ/          |         |       |        |
| Africada   | Africada   |        | ts /t͡s/         |                | tx /t͡ʃ/ |       |        |
| Fricativa  | Fricativa  |        | s /s/           | x /s̠~ʃ̠/        |         |       | h /h/  |
| Nasal      | Nasal      | m /m/  | n /n/           |                | ñ /ɲ/   |       |        |
| vibrant    | vibrant    |        | r /ɾ/           |                |         |       |        |
| Aproximant | Aproximant | w /w/  | l /l/           |                | j /j/   |       |        |